# Avessadas
Avessadas ist ein Ort und eine ehemalige Gemeinde (Freguesia) im portugiesischen Kreis Marco de Canaveses. Die Gemeinde hatte 1245 Einwohner (Stand 30. Juni 2011).
Am 29. September 2013 wurden die Gemeinden Avessadas und Rosém zur neuen Gemeinde Avessadas e Rosém zusammengeschlossen. Avessadas ist Sitz dieser neu gebildeten Gemeinde.